# Diggy-MO' Live Tour 2009 "WHO THE Fxxx IS JUVE?" + Remixies
Diggy-MO' Live Tour 2009 "WHO THE Fxxx IS JUVE?" + Remixiesは、Diggy-MO'のリミックス・アルバムと映像作品。2009年10月7日にSME Recordsから発売された。

## 解説
SOUL'd OUT・Diggy-MO'初のソロツアー「Diggy-MO' Live Tour 2009“WHO THE Fxxx IS JUVE?”」の新木場STUDIO COASTでの最終日公演を収録したDVDと、アルバム「Diggyism」収録メイン曲のリミックスを収録したリミックスCDを2枚組で収録したもの。
DISC 1がリミックスCDとなっており、DISC 2がライブDVDとなっている。初回盤と通常盤があるが、どちらもCD＋DVD仕様である。

## 初回仕様限定盤
- スーパーサイズキャップ仕様
- バックステージパス（レプリカ）封

## 収録曲

### DISC 1
1. 爆走夢歌 (HAMMER Remix)
2. hurtt feat. Ohga (DJ Dekstream Remix)
3. FIRE WOO FOO FOO feat. LISA (PANIC MIX)
4. サムライズム (applebonker Remix)
5. La La FUN (TeddyLoid Remix)

### DISC 2
1. Intro
2. NOSTALJANE
3. ZAZA
4. CHALLENGER
5. UNCHAIN
6. FIRE WOO FOO FOO feat. LISA
7. La La FUN
8. ToMiTaMi ToMiTaMo
9. Beladon'
10. PSYCHE PSYCHE
11. Bayside Serenade
12. hurtt feat. Ohga
13. VEGA
14. サムライズム
15. JUVES
16. アニー
17. Arcadia
18. 爆走夢歌
19. JUVES (Encore)
20. End